# Ulrich von Hehl
Pour les articles homonymes, voir Hehl.
Ulrich von Hehl (né le 19 octobre 1947 à Viersen) est un historien et professeur d'université allemand.

## Biographie
Ulrich von Hehl est catholique romain et étudie au lycée de la ville de Viersen (de) de 1958 à 1959, ainsi que le lycée de la Moltkeplatz (de) à Krefeld de 1959 jusqu'à ce qu'il obtienne son diplôme d'études secondaires en 1966. Après son service militaire, il étudie l'histoire et l'allemand à l'Université rhénane Frédéric-Guillaume de Bonn de 1969 à 1974. Il obtient son doctorat en 1977 sous la direction de Konrad Repgen. De 1977 à 1992, il est directeur général de la Commission d'histoire contemporaine (de) de Bonn, où il travaille déjà comme assistant de recherche depuis 1977. En 1987, von Hehl termine son habilitation en histoire médiévale et moderne. De 1989 à 1990, il est professeur à l'Université d'Augsbourg. En 1992, il est nommé professeur à l'Université de Leipzig. Là, von Hehl occupe la chaire d'histoire moderne et contemporaine à l'Université de Leipzig . Il prend sa retraite au printemps 2013.
Son intérêt académique porte sur la recherche sur le catholicisme allemand, la République de Weimar, le national-socialisme et l'histoire des universités et des sciences. Il est entre autres membre du conseil scientifique de la Maison de l'histoire de Bonn et de la Commission d'histoire contemporaine. Il est également vice-président du conseil d'administration de la Fondation Horst Springer pour l'histoire moderne et contemporaine de Saxe.
En 2019, le quatrième et dernier volume de Geschichte der Stadt Leipzig est achevé, édité par Hehl. Il couvre la période de 1914 à nos jours.

## Publications (sélection)
- Katholische Kirche und Nationalsozialismus im Erzbistum Köln. 1933–1945 (= Veröffentlichungen der Kommission für Zeitgeschichte. Reihe B: Forschungen. Vol. 23). Matthias-Grünewald-Verlag (de), Mayence, 1977,  (ISBN 3-7867-0662-X).
- comme éditeur: Walter Adolph (de), Geheime Aufzeichnungen aus dem nationalsozialistischen Kirchenkampf. 1935–1943 (= Veröffentlichungen der Kommission für Zeitgeschichte. Reihe A: Quellen. Vol. 28). Matthias-Grünewald-Verlag, Mayence, 1979,  (ISBN 3-7867-0783-9)
- comme éditeur avec Heinz Hürten (de), Der Katholizismus in der Bundesrepublik Deutschland 1945–1980. Eine Bibliographie (= Veröffentlichungen der Kommission für Zeitgeschichte. Reihe B: Forschungen. Vol. 40). Matthias-Grünewald-Verlag, Mayence, 1983,  (ISBN 3-7867-1054-6).
- comme éditeur: Priester unter Hitlers Terror. Eine biographische und statistische Erhebung (= Veröffentlichungen der Kommission für Zeitgeschichte. Reihe A: Quellen. Vol. 37). Matthias-Grünewald-Verlag, Mayence, 1984,  (ISBN 3-7867-1152-6) (avec Kösters Christoph).
- avec Manfred Schaefer: Meckenheim wie es war. Meinerzhagener Druck- und Verlagshaus, Meinerzhagen 1985,  (ISBN 3-88913-092-5).
- Wilhelm Marx 1863–1946. Eine politische Biographie (= Veröffentlichungen der Kommission für Zeitgeschichte. Reihe B: Forschungen. Vol. 47). Matthias-Grünewald-Verlag, Mayence, 1987,  (ISBN 3-7867-1323-5)
- comme éditeur avec Konrad Repgen: Der deutsche Katholizismus in der zeitgeschichtlichen Forschung. Matthias-Grünewald-Verlag, Mayence, 1988,  (ISBN 3-7867-1393-6).
- comme éditeur avec Hans Günter Hockerts (de): Der Katholizismus – gesamtdeutsche Klammer in den Jahrzehnten der Teilung? Erinnerungen und Berichte. Schöningh, Paderborn, 1996,  (ISBN 3-506-73757-0).
- Nationalsozialistische Herrschaft (= Enzyklopädie deutscher Geschichte (de). Vol. 39). 2e édition, Oldenbourg, Munich, 2001,  (ISBN 3-486-56580-X).
- comme éditeur avec Hans Günter Hockerts, Horst Möller, Martin Schumacher, Hans-Peter Schwarz (de): Rudolf Morsey: Von Windthorst bis Adenauer. Ausgewählte Aufsätze zu Politik, Verwaltung und politischem Katholizismus im 19. und 20. Jahrhundert (= Rechts- und staatswissenschaftliche Veröffentlichungen der Görres-Gesellschaft. NF Vol. 80). Schöningh, Paderborn, 1997,  (ISBN 3-506-73381-8).
- comme éditeur: Adenauer und die Kirchen (= Rhöndorfer Gespräche. Vol. 17). Bouvier, Bonn 1999,  (ISBN 3-416-02875-9).
- comme éditeur avec Friedrich Kronenberg (de): Zeitzeichen. 150 Jahre Deutsche Katholikentage 1848–1998. Schöningh, Paderborn, 1999,  (ISBN 3-506-74009-1).
- comme éditeur: Peter Reichensperger. (1810–1892) (= Beiträge zur Katholizismusforschung. Reihe A: Quellentexte zur Geschichte des Katholizismus. Vol. 17). Schöningh, Paderborn 2000,  (ISBN 3-506-70877-5).
- Bismarcks langer Schatten? Das Amt des Reichskanzlers und seine Inhaber in der Weimarer Republik (= Friedrichsruher Beiträge. Vol. 23). Otto-von-Bismarck-Stiftung, Friedrichsruh 2004,  (ISBN 3-933418-22-4).
- In den Umbrüchen des 20. Jahrhunderts. Die Universität Leipzig vom Vorabend des Ersten Weltkrieges bis zum Ende des Zweiten Weltkrieges 1909–1945. In: Geschichte der Universität Leipzig 1409–2009. Volume 3: Das zwanzigste Jahrhundert 1909–2009. Leipziger Universitäts-Verlag, Leipzig, 2010,  (ISBN 978-3-86583-303-7), p. 17–329.
- avec Michael Epkenhans comme éditeur: Otto von Bismarck und die Wirtschaft. Schöningh, Paderborn, 2013,  (ISBN 978-3-506-77714-0).
- comme éditeur: Stadt und Krieg. Leipzig in militärischen Konflikten vom Mittelalter bis ins 20. Jahrhundert. Universitätsverlag, Leipzig, 2014,  (ISBN 978-3-86583-902-2).
- comme éditeur: Geschichte der Stadt Leipzig, Volume 4, Universitätsverlag, Leipzig, 2019,  (ISBN 978-3-86583-804-9).

## Prix
- 1991 : Prix de l'Académie de l'Académie des sciences de Rhénanie-du-Nord-Westphalie .